# تفشي السارس 2002-2004
تفشي السارس 2002-2004، وباء تضمن المتلازمة التنفسية الحادة الوخيمة (سارس) الناجمة عن الفيروس التاجي (سارس-كوف أو سارس-كوف 1). سُجلت أول حالات التفشي في فوشان، غوانغدونغ، الصين، في 16 نوفمبر 2002.
أُصيب بهذا المرض أكثر من 8000 شخص من 29 دولة ومنطقة مختلفة، وتوفي بسببه 774 شخصًا على الأقل في جميع أنحاء العالم. استمر الجزء الرئيسي من الوباء نحو 8 أشهر، إذ أعلنت منظمة الصحة العالمية عن احتواء السارس في 5 يوليو 2003. لكن، أُبلغ عن العديد من حالات السارس حتى مايو 2004.
في ديسمبر 2019، اكتُشفت سلالة السارس-كوف 2، وهي سلالة جديدة من الفيروس التاجي ترتبط ارتباطًا وثيقًا بالنوع المسبب للسارس، وذلك في ووهان، خوبي، الصين. تسبب هذه السلالة الجديدة مرض كوفيد-19، وهو مرض انتشر في جميع أنحاء العالم، وأدى إلى جائحة ما تزال مستمرة.

## الخط الزمني

### نوفمبر 2002
في 16 نوفمبر 2002، بدأ تفشي المتلازمة التنفسية الحادة الوخيمة (سارس) في مقاطعة غوانغدونغ الصينية المتاخمة لهونغ كونغ. تعود أول حالة إصابة إلى مدينة فوشان. أصاب الوباء الأفراد العاملين في صناعة المواد الغذائية، مثل المزارعين وبائعي السوق والطهاة. انتشر المرض إلى العاملين في مجال الرعاية الصحية بعد أن قصد الناس القطاع الصحي من أجل تلقي العلاج الطبي للمرض. أبلغت جمهورية الصين الشعبية منظمة الصحة العالمية (دبليو إتش أو) عن هذه الجائحة في 10 فبراير 2003، إذ أبلغت عن تسجيل 305 حالات من بينها 105 حالات من العاملين في مجال الرعاية الصحية وخمس وفيات. ذكرت لاحقًا أن الجائحة بلغت ذروتها في غوانغدونغ في منتصف فبراير 2003. لكن، يبدو أن هذا التصريح كان خاطئًا، إذ أُبلغ فيما بعد عن تسجيل 806 حالات إصابة و34 حالة وفاة. كان الطبيب الإيطالي كارلو أورباني أول من شخص السارس على أنه مرض فيروسي جديد ومعدٍ على نحو خطر.
في وقت مبكر من الوباء، منعت الحكومة الصينية صحافتها من الإبلاغ عن السارس، وتأخرت في إبلاغ منظمة الصحة العالمية، ولم تقدم في البداية أي معلومات إلى الشعب الصيني خارج مقاطعة غوانغدونغ، التي يُعتقد أنها منشأ المرض. بالإضافة إلى ذلك، لم يُسمح لفريق منظمة الصحة العالمية الذي سافر إلى بكين بزيارة مقاطعة غوانغدونغ لعدة أسابيع. أدى هذا الأمر إلى انتقادات دولية، والتي يبدو أنها أدت إلى تغيير في سياسة الحكومة في بداية أبريل.

### يناير 2003
سجل أول ناقل عدوى فائق، وهو صياد سمك يُدعى تشو تسوفين، دخوله إلى مستشفى سَن يات سين التذكاري في غوانغتشو في 31 يناير، حيث نقل العدوى إلى 30 ممرضًا وطبيبًا. سرعان ما انتشر الفيروس إلى المستشفيات القريبة.

### فبراير 2003

#### هونغ كونغ
في فبراير 2003، كان مريض السارس رقم صفر في هونغ كونغ هو ليو جيان لون، الذي قدم لحضور حفل زفاف عائلي. كان ليو فردًا من فريق العمل بمستشفى سَن يات سين التذكاري في غوانغدونغ وعالج مرضى السارس.
في 21 فبراير، دخل ليو وزوجته الغرفة 911 في الطابق التاسع من فندق المتروبول. على الرغم من شعوره بالتوعك، زار هونغ كونغ مع أسرته وتجولوا في جميع أنحائها. بحلول صباح يوم 22 فبراير، علم أنه مريض للغاية وتوجه إلى مستشفى كوونغ واه القريب لطلب العلاج. حذر ليو الموظفين من مرضه الشديد وطلب منهم وضعه في العزل. لم يشفَ أبدًا وتوفي في وحدة العناية المركزة في 4 مارس.[بحاجة لمصدر]
يُعتقد أن ليو كان ناقل عدوى فائق للسارس، إذ أصُيب 23 نزيلًا آخر من نزلاء المتروبول بالسارس، سبعة منهم من الطابق التاسع. نُقل صهر ليو، الذي طلب العلاج في أواخر فبراير، إلى مستشفى كوونغ واه في الأول من مارس وتوفي في 19 مارس. تشير التقديرات إلى أن ما يقارب 80٪ من حالات الإصابة في هونغ كونغ كانت بسبب ليو.

#### فيتنام
وصل الفيروس إلى هانوي بفيتنام عن طريق الأمريكي الصيني جوني تشين، وهو من سكان شنغهاي وكان قد أقام في الغرفة المقابلة لغرفة ليو في فندق المتروبول. نُقل إلى مستشفى هانوي الفرنسي في 26 فبراير، حيث نقل العدوى إلى ما لا يقل عن 38 فردًا من أفراد طاقم المستشفى. على الرغم من أنه سُفِّر إلى هونغ كونغ، توفي في 13 مارس. كان كارلو أورباني، وهو أخصائي الأمراض المعدية في منظمة الصحة العالمية، من ضمن الطاقم الذي فحص تشين. لاحظ أورباني أن موظفي المستشفى الآخرين بدأوا بالتوعك وأدرك أنه كان يتعامل مع مرض جديد وخطير. أصيب هو نفسه بالعدوى وتوفي في 29 مارس.

#### كندا
في 23 فبراير، عادت امرأة مسنة تدعى كوان سوي تشو من هونغ كونغ إلى تورونتو، كندا، وكانت من نزلاء المتروبول. توفيت في منزلها في 5 مارس، بعد أن نقلت العدوى إلى ابنها تسي تشي كواي، والذي نشر المرض بدوره في مستشفى سكاربورو غريس وتوفي في 13 مارس.

### مارس 2003

#### سنغافورة
في الأول من مارس، أُدخلت إستر موك البالغة من العمر 26 عامًا، وكانت أيضًا من نزلاء المتروبول، إلى مستشفى تان توك سينغ بعد زيارتها إلى هونغ كونغ، ما مثل بدء تفشي المرض في سنغافورة. على الرغم من تعافيها، إلا أن العديد من أفراد الأسرة لم يتعافوا.

#### هونغ كونغ
في 4 مارس، أُدخل رجل يبلغ من العمر 27 عامًا إلى مستشفى أمير ويلز في هونغ كونغ، إذ كان قد زار نزيلًا في الطابق التاسع لفندق المتروبول قبل 11 يومًا. أصيب ما لا يقل عن 99 عاملًا في المستشفى (من بينهم 17 طالبًا في الطب) أثناء علاجه.

#### تايوان
عُثر على أولى حالات الالتهاب الرئوي غير النموذجي في تايوان لدى رجل أعمال مقيم في غوانغدونغ وزوجته في 14 مارس وأُكدت إصابتهما في 17 مارس. عاد المريض إلى تايوان عبر هونغ كونغ في 23 فبراير وأبلغ عن إصابته بالحمى بعد يومين. مرضت زوجته بعد رعايتها له، وقُبلا في مستشفى جامعة تايوان الوطنية. سُجلت الحالة الثالثة للمرض في تايوان في مستشفى ييلان في 15 مارس. على غرار الحالة الأولى، سُجلت الحالة الثالثة لدى أحد المسافرين إلى غوانغدونغ مرورًا عبر هونغ كونغ قبل وصوله إلى تايوان. بعد وقت قصير من تشخيص الحالة الثالثة، سافر مسؤولون من مراكز السيطرة على الأمراض والوقاية منها في الولايات المتحدة إلى تايوان لدراسة المرض. أما الحالة الرابعة، سُجلت في تشيايي في 18 مارس لدى مسافر آخر إلى غوانغدونغ، بعد أن ذهب لطلب العلاج في المستشفى في اليوم السابق. بحلول 22 مارس، طابقت ست حالات في تايوان التعريف المحتمل الذي وضعته منظمة الصحة العالمية.